# Carlos Barredo
Carlos Barredo Llamazales (ur. 5 czerwca 1981 w Oviedo) – hiszpański kolarz szosowy, zawodnik grupy Rabobank.
Największym sukcesem zawodnika jest zwycięstwo w prestiżowym wyścigu zaliczanym do ProTour Clásica de San Sebastián w 2009 roku.

## Najważniejsze zwycięstwa i sukcesy
- 2004
  - 1. Vuelta a Asturias
  - 2. Dookoła Katalonii
- 2006
  - wygrany etap w Tour Down Under
- 2007
  - 5. Clásica de San Sebastián
- 2008
  - wygrany etap w Paryż-Nicea
  - drugi na 18. etapie Tour de France
- 2009
  - 1. Clásica de San Sebastián
- 2010
  - wygrany 15. etap w Vuelta a España
- 2011
  - drugi w Clásica de San Sebastián